# Francesco Pico
Don Francesco IV María Pico (Mirandola, 30 de septiembre de 1688 - Madrid, 26 de noviembre de 1747), duque de la Mirandola y marqués de Concordia, fue un aristócrata italiano que sirvió en la Real Casa Española. 

## Vida y familia
Hijo de Francesco María I Pico, duque de la Mirandola y marqués de Concordia, y de su esposa Ana Camila Borghese, hija del príncipe de Sulmona quedó huérfano de padre al año de nacer. Su madre volvió a casarse en 1694 con el napolitano príncipe de Cellamare. 
Criado bajo la tutela de su tía la princesa Brígida, durante la guerra de sucesión española se enroló en las filas franco-españolas llamando la atención del rey Felipe V quien enseguida intimó con él, llamándole a su lado y haciéndole el su Caballerizo mayor en mayo de 1715. 
Su apoyo a los Borbones, le costó sus estados en Italia, que fueron ocupados por el Sacro Imperio Romano Germánico en 1708 y vendidos a Reinaldo III de Este en 1710. 
El 14 de junio de 1716 contrajo matrimonio con María Teresa Spínola y de la Cerda, hija del IV marqués de los Balbases, grande de España, lo que continúa consolidando su posición en la Corte española. 
Cesó como caballerizo en 1721 y su mujer murió ahogada dos años después durante una riada en su palacio madrileño. 
El Rey lo nombró su mayordomo mayor, Jefe de su Real Casa, en 1738 a la muerte del marqués de Villena. Sostendrá innumerables conflictos de competencia a partir de 1742 con el Sumiller de Corps, marqués de San Juan.
Al fallecer el Rey su sucesor Fernando VI lo confirmó en su puesto pero falleció poco después.